# Vuelta a España 2023/9. Etappe
Die 9. Etappe der Vuelta a España 2023 fand am 3. September 2023 statt und endete mit der dritten Bergankunft der 78. Austragung des spanischen Etappenrennens. Die Strecke führte von Cartagena über 184,5 Kilometer nach Caravaca de la Cruz, wo sich das Ziel auf einer Höhe von 1089 Metern beim Collado de la Cruz de Caravaca befand. Nach der Zielankunft hatten die Fahrer insgesamt 1459,3 Kilometer absolviert, was 46,2 % der Gesamtdistanz der Rundfahrt entspricht.
Nach der 9. Etappe wird der erste Ruhetag in Valladolid abgehalten.
Aufgrund des Regens und den damit einhergehenden schlechten Straßenverhältnissen wurde die Zeit für das Gesamtklassement rund zwei Kilometer vor dem Ziel genommen. Der Deutsche Lennard Kämna (Bora-hansgrohe) gewann die Etappe aus der Fluchtgruppe, nachdem er sich im Schlussanstieg hatte absetzten können. Sepp Kuss (Jumbo-Visma) verteidigte das Rote Trikot.

## Streckenführung
Nach dem Start in Cartagena führte.die Strecke ins Landesinnere. Auf den ersten knapp 50 flachen Kilometern wurde Fuente Álamo de Murcia durchfahren, ehe in der Sierra Espuña mit dem Puerto Casas de la Marina la Perdiz (855 m) ein Anstieg der 1. Kategorie in Angriff genommen wurde. Dieser wies auf einer Länge von 11,5 Kilometern eine durchschnittliche Steigung von 4,9 % auf, wobei er im oberen Teil eine kurze Zwischenabfahrt beinhaltete. Nachdem die Kuppe bei Kilometer 60,1 passiert worden war, folgte eine längere flache Abfahrt mit mehreren Gegensteigungen, die die Fahrer nach Mula leitete. Im Anschluss führte die Strecke weiter in Richtung Norden, ehe die Fahrtrichtung kurz vor Cieza gen Westen drehte. Bei Calasparra begann die Straße leicht anzusteigen und führte für rund 20 Kilometer nach Cehegín, wo bei Kilometer 169,2 der einzige Zwischensprint ausgefahren wurde. Zudem erfolgte hier ein Bonussprint bei dem Zeitbonifikationen für das Gesamtklassement vergeben wurden.
Rund zehn Kilometer vor dem Ziel wurde Caravaca de la Cruz erreicht, das am Fuße des Schlussanstiegs liegt. Die Auffahrt auf den Collado de la Cruz de Caravaca (1089 m) war 8,2 Kilometer lang und wies eine durchschnittliche Steigung von 5,5 % auf. Der Anstieg beinhaltete jedoch speziell im oberen Teil steile Rampen von bis zu 20 %, die sich mit kurzen Abfahrten abwechselten. Nach dem drittletzten Kilometer, der mit einer durchschnittlichen Steigung von 12 % am anspruchsvollsten war, folgte eine kurze steile Abfahrt, ehe die letzten 1200 Meter im Schnitt mit rund 10 % zum Ziel führten. Die Ziellinie befand sich beim Hubschrauberlandeplatz, wo erneut Steigungsprozente von bis zu 16 % erreicht wurden. Der unrhythmische Schlussanstieg war als Anstieg der 2. Kategorie klassifiziert worden.
|                            | Ort                                 | Kilometer | Länge (km) | Höhe (m) | Ø Steigung |
| -------------------------- | ----------------------------------- | --------- | ---------- | -------- | ---------- |
| Start                      | Cartagena                           | 0,0       |            |          |            |
| Bergwertung (1. Kategorie) | Puerto Casas de la Marina la Perdiz | 60,1      | 11,5       | 855      | 4,9 %      |
| Zwischensprint             | Cehegín                             | 169,2     |            |          |            |
| Bonussprint                | Cehegín                             | 169,2     |            |          |            |
| Bergwertung (2. Kategorie) | Collado de la Cruz de Caravaca      | 184,5     | 8,2        | 1089     | 5,5 %      |
| Ziel                       | Collado de la Cruz de Caravaca      | 184,5     | 8,2        | 1089     | 5,5 %      |

## Rennverlauf
Wenige Kilometer, nachdem das Rennen freigegeben worden war, führte der starke Seitenwind dazu, dass das Hauptfeld in mehrere Gruppen zerfiel. Zwischenzeitlich befanden sich nur zwölf Fahrer in Spitzengruppe, in der mit Sepp Kuss, Primož Roglič, Jonas Vingegaard (alle Jumbo-Visma), Remco Evenepoel (Soudal Quick-Step) und Alexander Wlassow (Bora-hansgrohe) gleich mehrere Gesamtklassement-Fahrer vertreten waren. Die Gruppe fuhr einen Vorsprung von rund einer Minute heraus, ehe sich das Hauptfeld im Anstieg des Puerto Casas de la Marina la Perdiz erneut formierte. Mit Lennard Kämna (Bora-hansgrohe), Daniel Navarro (Burgos-BH), Jonathan Caicedo (EF Education-EasyPost), Rubén Fernández (Cofidis), Chris Hamilton (DSM-Firmenich), Matteo Sobrero (Jayco AlUla), Jon Barrenetxea (Caja Rural-Seguros RGA) und Amanuel Ghebreigzabhier (Lidl-Trek) formierte sich zudem nach rund 60 Kilometern die Ausreißergruppe des Tages, die schnell einen Vorsprung von rund fünf Minuten herausfuhr. Jon Barrenetxea sicherte sich auf dem Puerto Casas de la Marina la Perdiz vor Rubén Fernández und Amanuel Ghebreigzabhier die meisten Punkte im Kampf um die Bergwertung. In der nachfolgenden Abfahrt stürzte Rubén Fernández, konnte jedoch bald wieder zur Spitze des Rennens aufschließen, die sich mittlerweile rund neun Minuten vor dem Hauptfeld befand.
Rund 80 Kilometer vor dem Ziel zerfiel das Hauptfeld aufgrund des Windes erneut in mehrere Gruppen. Das hohe Tempo sorgte dafür, dass der Vorsprung der Ausreißer auf gerade einmal vier Minuten schmolz. Anders als zu Beginn der Etappe wurden jedoch keine Gesamtklassement-Fahrer abgehängt. Noch vor dem Zwischensprint in Cehegín teilte die Organisation den Fahrern mit, dass die Zeitnehmung für das Gesamtklassement rund zwei Kilometer vor dem Ziel genommen werden würde, da der Regen die Straßenbedingungen der letzten Meter stark verschlechtert hatte. Die Punkte und Zeitbonifikationen beim Zwischensprint gingen an Matteo Sobrero, Amanuel Ghebreigzabhier und Jon Barrenetxea.
Bereits auf den ersten Metern des Schlussanstiegs zerfiel die Spitzengruppe, wobei sich Lennard Kämna als stärkster Fahrer erwies. Der Deutsche gewann die Etappe mit einem Vorsprung von 13 Sekunden vor Matteo Sobrero und hatte somit nach Siegen bei der Tour de France und dem Giro d’Italia bei jeder Grand Tour ein Etappe für sich entscheiden können. Im Hauptfeld übernahm die Mannschaft Soudal Quick-Step die Tempoarbeit und kontrollierte das Rennen über weite Teile des Schlussanstiegs. Wenige Kilometer vor der Zeitabnahme griffen João Almeida (UAE Team Emirates) und Alexander Wlassow an und fuhren so fünf Sekunden auf die restlichen Favoriten heraus. Primož Roglič, Enric Mas (Movistar), Remco Evenepoel, Juan Ayuso (UAE Team Emirates) und Jonas Vingegaard wurde mit derselben Zeit gewertet, während der gesamtführende Sepp Kuss im Sprint neun Sekunden verlor. Die Zeitabstände zwischen den Gesamtklassement-Fahrern blieben gering, wobei der gesamtvierte Wout Poels (Bahrain Victorious) mehr als 13 Minuten einbüßte.
In der Gesamtwertung verteidigte Sepp Kuss das Rote Trikot und behauptete seinen Vorsprung von 43 Sekunden auf Marc Soler (UAE Team Emirates). Hinter Lenny Martinez (Groupama-FDJ), der weiterhin die Nachwuchswertung anführt, rückte Remco Evenepoel auf den vierten Gesamtrang vor und liegt nun zwei Minuten und 22 Sekunden hinter dem Gesamtführenden. Weiters folgen Mikel Landa (Bahrain Victorious), Primož Roglič, Jonas Vingegaard, Enric Mas, Juan Ayuso und João Almeida mit Abständen von wenigen Sekunden. Kaden Groves (Alpecin-Deceuninck) verteidigte führt weiterhin souverän die Punktewertung an, während auch Eduardo Sepúlveda (Lotto Dstny) seine Führung in der Bergwertung verteidigte. Das Team Jumbo-Visma liegt weiterhin an der Spitze der Mannschaftswertung. Die Auszeichnung des kämpferischsten Fahrers wurde nicht vergeben und alle 162 Starter erreichten das Ziel der Etappe.

## Ergebnis
| \| Etappenergebnis \| Etappenergebnis \| Etappenergebnis \| Etappenergebnis \| Etappenergebnis \| \| Fahrer \| Fahrer \| Land \| Team \| Zeit \| \| --------------- \| ----------------------- \| ---------------- \| ---------------------- \| --------------- \| \| 1. \| Lennard Kämna \| Deutschland \| Bora-Hansgrohe \| 4 h 28 min 59 s \| \| 2. \| Matteo Sobrero \| Italien \| Team Jayco AlUla \| + 13 s \| \| 3. \| Chris Hamilton \| Australien \| Team DSM-Firmenich \| + 1 min 12 s \| \| 4. \| Amanuel Ghebreigzabhier \| Eritrea \| Lidl-Trek \| + 1 min 00 s \| \| 5. \| Jon Barrenetxea \| Spanien \| Caja Rural-Seguros RGA \| + 1 min 37 s \| \| 6. \| Rubén Fernández \| Spanien \| Cofidis \| + 1 min 37 s \| \| 7. \| Jonathan Caicedo \| Ecuador \| EF Education-EasyPost \| + 2 min 11 s \| \| 8. \| Daniel Navarro \| Spanien \| Burgos-BH \| + 2 min 41 s \| \| 9. \| Enric Mas \| Spanien \| Movistar Team \| + 3 min 18 s \| \| 10. \| Alexander Wlassow \| Neutrales Banner \| Bora-Hansgrohe \| + 3 min 11 s \| |                         |                  |                        |                 |
| |                         |                  |                        |                 |
| Quelle: ProCyclingStats |                         |                  |                        |                 |
| Etappenergebnis |                         |                  |                        |                 |
| Fahrer | Fahrer                  | Land             | Team                   | Zeit            |
| 1. | Lennard Kämna           | Deutschland      | Bora-Hansgrohe         | 4 h 28 min 59 s |
| 2. | Matteo Sobrero          | Italien          | Team Jayco AlUla       | + 13 s          |
| 3. | Chris Hamilton          | Australien       | Team DSM-Firmenich     | + 1 min 12 s    |
| 4. | Amanuel Ghebreigzabhier | Eritrea          | Lidl-Trek              | + 1 min 00 s    |
| 5. | Jon Barrenetxea         | Spanien          | Caja Rural-Seguros RGA | + 1 min 37 s    |
| 6. | Rubén Fernández         | Spanien          | Cofidis                | + 1 min 37 s    |
| 7. | Jonathan Caicedo        | Ecuador          | EF Education-EasyPost  | + 2 min 11 s    |
| 8. | Daniel Navarro          | Spanien          | Burgos-BH              | + 2 min 41 s    |
| 9. | Enric Mas               | Spanien          | Movistar Team          | + 3 min 18 s    |
| 10. | Alexander Wlassow       | Neutrales Banner | Bora-Hansgrohe         | + 3 min 11 s    |

## Gesamtstände
| \| Gesamtwertung \| Gesamtwertung \| Gesamtwertung \| Gesamtwertung \| Gesamtwertung \| \| Fahrer \| Fahrer \| Land \| Team \| Zeit \| \| ------------- \| ---------------- \| ------------------ \| ------------------ \| ---------------- \| \| 1. \| Sepp Kuss \| Vereinigte Staaten \| Jumbo-Visma \| 35 h 23 min 30 s \| \| 2. \| Marc Soler \| Spanien \| UAE Team Emirates \| + 43 s \| \| 3. \| Lenny Martinez \| Frankreich \| Groupama-FDJ \| + 1 min 02 s \| \| 4. \| Remco Evenepoel \| Belgien \| Soudal Quick-Step \| + 2 min 24 s \| \| 5. \| Mikel Landa \| Spanien \| Bahrain Victorious \| + 2 min 29 s \| \| 6. \| Primož Roglič \| Slowenien \| Jumbo-Visma \| + 2 min 29 s \| \| 7. \| Jonas Vingegaard \| Dänemark \| Jumbo-Visma \| + 2 min 35 s \| \| 8. \| Enric Mas \| Spanien \| Movistar Team \| + 2 min 35 s \| \| 9. \| Juan Ayuso \| Spanien \| UAE Team Emirates \| + 2 min 45 s \| \| 10. \| João Almeida \| Portugal \| UAE Team Emirates \| + 2 min 55 s \| |                  |                    |                    |                  |
| |                  |                    |                    |                  |
| Quelle: ProCyclingStats |                  |                    |                    |                  |
| Gesamtwertung |                  |                    |                    |                  |
| Fahrer | Fahrer           | Land               | Team               | Zeit             |
| 1. | Sepp Kuss        | Vereinigte Staaten | Jumbo-Visma        | 35 h 23 min 30 s |
| 2. | Marc Soler       | Spanien            | UAE Team Emirates  | + 43 s           |
| 3. | Lenny Martinez   | Frankreich         | Groupama-FDJ       | + 1 min 02 s     |
| 4. | Remco Evenepoel  | Belgien            | Soudal Quick-Step  | + 2 min 24 s     |
| 5. | Mikel Landa      | Spanien            | Bahrain Victorious | + 2 min 29 s     |
| 6. | Primož Roglič    | Slowenien          | Jumbo-Visma        | + 2 min 29 s     |
| 7. | Jonas Vingegaard | Dänemark           | Jumbo-Visma        | + 2 min 35 s     |
| 8. | Enric Mas        | Spanien            | Movistar Team      | + 2 min 35 s     |
| 9. | Juan Ayuso       | Spanien            | UAE Team Emirates  | + 2 min 45 s     |
| 10. | João Almeida     | Portugal           | UAE Team Emirates  | + 2 min 55 s     |

| Punktewertung | Punktewertung       | Punktewertung | Punktewertung          | Punktewertung |
| Fahrer        | Fahrer              | Land          | Team                   | Punkte        |
| ------------- | ------------------- | ------------- | ---------------------- | ------------- |
| 1.            | Kaden Groves        | Australien    | Alpecin-Deceuninck     | 158 P.        |
| 2.            | Andrea Vendrame     | Italien       | AG2R Citroën Team      | 66 P.         |
| 3.            | Remco Evenepoel     | Belgien       | Soudal Quick-Step      | 62 P.         |
| 4.            | Andreas Kron        | Dänemark      | Lotto Dstny            | 62 P.         |
| 5.            | Geoffrey Soupe      | Frankreich    | TotalEnergies          | 61 P.         |
| 6.            | Marc Soler          | Spanien       | UAE Team Emirates      | 60 P.         |
| 7.            | Marijn van den Berg | Niederlande   | EF Education-EasyPost  | 57 P.         |
| 8.            | Edward Theuns       | Belgien       | Lidl-Trek              | 55 P.         |
| 9.            | Sebastián Molano    | Kolumbien     | UAE Team Emirates      | 48 P.         |
| 10.           | Orluis Aular        | Venezuela     | Caja Rural-Seguros RGA | 47 P.         |

| Bergwertung | Bergwertung       | Bergwertung        | Bergwertung            | Bergwertung |
| Fahrer      | Fahrer            | Land               | Team                   | Punkte      |
| ----------- | ----------------- | ------------------ | ---------------------- | ----------- |
| 1.          | Eduardo Sepúlveda | Argentinien        | Lotto Dstny            | 21 P.       |
| 2.          | Remco Evenepoel   | Belgien            | Soudal Quick-Step      | 20 P.       |
| 3.          | Jesús Herrada     | Spanien            | Cofidis                | 12 P.       |
| 4.          | Matteo Sobrero    | Italien            | Team Jayco AlUla       | 11 P.       |
| 5.          | Sepp Kuss         | Vereinigte Staaten | Jumbo-Visma            | 10 P.       |
| 6.          | Lennard Kämna     | Deutschland        | Bora-Hansgrohe         | 10 P.       |
| 7.          | Jonas Vingegaard  | Dänemark           | Jumbo-Visma            | 10 P.       |
| 8.          | Damiano Caruso    | Italien            | Bahrain Victorious     | 9 P.        |
| 9.          | Primož Roglič     | Slowenien          | Jumbo-Visma            | 8 P.        |
| 10.         | Jon Barrenetxea   | Spanien            | Caja Rural-Seguros RGA | 7 P.        |

| Nachwuchswertung | Nachwuchswertung  | Nachwuchswertung | Nachwuchswertung   | Nachwuchswertung |
| Fahrer           | Fahrer            | Land             | Team               | Zeit             |
| ---------------- | ----------------- | ---------------- | ------------------ | ---------------- |
| 1.               | Lenny Martinez    | Frankreich       | Groupama-FDJ       | 35 h 24 min 32 s |
| 2.               | Remco Evenepoel   | Belgien          | Soudal Quick-Step  | + 1 min 22 s     |
| 3.               | Juan Ayuso        | Spanien          | UAE Team Emirates  | + 1 min 43 s     |
| 4.               | João Almeida      | Portugal         | UAE Team Emirates  | + 1 min 53 s     |
| 5.               | Cian Uijtdebroeks | Belgien          | Bora-Hansgrohe     | + 3 min 08 s     |
| 6.               | Einer Rubio       | Kolumbien        | Movistar Team      | + 4 min 06 s     |
| 7.               | Santiago Buitrago | Kolumbien        | Bahrain Victorious | + 4 min 38 s     |
| 8.               | Attila Valter     | Ungarn           | Jumbo-Visma        | + 9 min 31 s     |
| 9.               | Antonio Tiberi    | Italien          | Bahrain Victorious | + 25 min 09 s    |
| 10.              | Michel Ries       | Luxemburg        | Arkéa-Samsic       | + 32 min 00 s    |

| Mannschaftswertung | Mannschaftswertung    | Mannschaftswertung           | Mannschaftswertung |
| Team               | Team                  | Land                         | Zeit               |
| ------------------ | --------------------- | ---------------------------- | ------------------ |
| 1.                 | Jumbo-Visma           | Niederlande                  | 105 h 39 min 46 s  |
| 2.                 | UAE Team Emirates     | Vereinigte Arabische Emirate | + 1 min 07 s       |
| 3.                 | Bahrain Victorious    | Bahrain                      | + 4 min 38 s       |
| 4.                 | Bora-Hansgrohe        | Deutschland                  | + 7 min 58 s       |
| 5.                 | Movistar Team         | Spanien                      | + 27 min 48 s      |
| 6.                 | Soudal Quick-Step     | Belgien                      | + 35 min 58 s      |
| 7.                 | Ineos Grenadiers      | Vereinigtes Königreich       | + 37 min 45 s      |
| 8.                 | Groupama-FDJ          | Frankreich                   | + 45 min 27 s      |
| 9.                 | Astana Qazaqstan Team | Kasachstan                   | + 51 min 44 s      |
| 10.                | EF Education-EasyPost | Vereinigte Staaten           | + 53 min 58 s      |